# Priazovske (Zaporiyia)
Priazovske (en ucraniano: Приазовське, romanizado: Pryazovske; en ruso: Приазовское, romanizado: Priazóvskoye) es un pueblo ucraniano perteneciente al óblast de Zaporiyia. Situado en el sur del país, forma parte del raión de Melitópol y es centro del municipio (hromada) de Priazovske.
El asentamiento está ocupado por Rusia desde marzo de 2022 en el marco de la invasión rusa de Ucrania. 

## Geografía
Priazovske se encuentra a orillas del río Domuzla, 26 km al noroeste de Melitópol y a unos 143 km al sur de Zaporiyia.

### Clima
El clima de Priazovske es moderadamente continental con fenómenos áridos pronunciados. La temperatura media anual es de 8 a 10°С, la temperatura media en enero es de -4°С y en julio es de 25°С. La cantidad promedio de precipitación es de 350-370 mm.

## Historia
El lugar fue fundado por nogayos pero después de su emigración a Turquía, el lugar fue colonizado por agricultores ucranianos a partir de 1860 procedentes de Andrivka en uyezd de Berdiansk. 
En la primavera de 1923, el pueblo se convirtió en el centro del recién creado raión de Drugopokrovsk, que pasó a formar parte del distrito de Melitópol del óblast de Yekaterinoslav. Durante el Holodomor (1932-1933), al menos 199 habitantes del pueblo murieron. Hasta 1935, el pueblo se llamaba Pokrovka Druga (en ucraniano: Покровка Друга), pero en ese año tomo su nombre en honor al mar de Azov.
Desde el 7 de octubre de 1941 hasta el 20 de septiembre de 1943, el lugar fue ocupado por la Wehrmacht en la Segunda Guerra Mundial. Pryazowske recibió el estatus de asentamiento de tipo urbano en 1957.
Hasta el 18 de julio de 2020, Priazovske fue el centro del raión de Priazovske. El raión fue abolido en julio de 2020 como parte de la reforma administrativa de Ucrania, que redujo el número de raiones del óblast de Zaporiyia a cinco. El territorio del raión de Priazovske se fusionó con el raión de Melitópol.En 2023, Priazovske perdió el estatus de asentamiento de tipo urbano en la legislación ucraniana debido a la eliminación de este estatus administrativo.

## Demografía
La evolución de la población de Priazovske entre 1886 y 2022 fue la siguiente:
| 3600                                                          | 5048 | 5758 | 6656 | 7443 | 7340 | 12 832 | 9980 | 6773 | 10 063 | 6578 | 6295 |
| (Fuente: Cities & Towns of Ukraine y UKRAINE: Größere Städte) |      |      |      |      |      |        |      |      |        |      |      |

Según el censo de 2001, la lengua materna de la mayoría de los habitantes, el 74,92%, es el ruso; del 23,66% es el ucraniano.

## Infraestructura

### Transporte
El asentamiento está en la autopista M14 que lo conecta con Mariúpol al este y con Melitópol, Jersón, Mikolaiv y Odesa al oeste. La estación de tren más cercana está en Melitópol.